# Która godzina?
Która godzina? (wł. Che ora è?) – włosko-francuska komedia obyczajowa z 1989 roku w reżyserii Ettorego Scoli, który także współtworzył scenariusz wspólnie z Silvią Scolą i Beatrice Ravaglioli. Światowa premiera odbyła się 21 września 1989 roku. W rolach głównych wystąpili Marcello Mastroianni, Massimo Troisi, Anne Parillaud, Renato Moretti oraz Lou Castel. Muzykę do filmu skomponował Armando Trovajoli.

## Fabuła
Ojciec Marcello (Marcello Mastroianni) i syn Michele (Massimo Troisi), którzy na co dzień mieszkają oddzielnie, postanawiają się spotkać i podczas tego jednego dnia porozmawiać o swoich problemach.

## Obsada
- Marcello Mastroianni - Marcello, ojciec
- Massimo Troisi - Michele, syn
- Anne Parillaud - Loredana
- Renato Moretti - Sor Pietro
- Lou Castel - rybak